# باتريك عطية
باتريك عطية (بالإنجليزية: Patrick Atiyah)‏ هو قاضي بريطاني، ولد في 5 مارس 1931، وتوفي في 30 مارس 2018.